# Богема (опера Леонкавалло)
«Богема» — опера в четырёх актах итальянского композитора Руджеро Леонкавалло, написанная на собственное либретто. Во избежание путаницы с одноименной оперой Джакомо Пуччини ставилась и под названием «Жизнь Латинского квартала». Наиболее известный фрагмент — ария Марселя «Testa adorata» (из 3-го действия), записанная, в частности, Энрико Карузо.

## История создания и постановок
Либретто своей «Богемы» Леонкавалло завершил спустя полгода после премьеры оперы «Паяцы» (состоялась 21 мая 1891), положив в основу сюжет романа Анри Мюрже «Сцены из жизни богемы» (1851). Ещё через полгода Джакомо Пуччини, без сомнения, знавший о планах Леонкавалло и одолеваемый страстью соперничества, сообщил своему другу, что его привлек тот же самый сюжет. Успех пуччиниевской «Богемы» на премьере в Турине 1 февраля 1896 года, стал причиной того, что Леонкавалло охладел к своему замыслу и закончил его воплощение без прежнего энтузиазма. Между тем премьера леонкавалловской «Богемы», состоявшаяся 6 мая 1897 года в венецианском театре «Ла Фениче», отнюдь не потерпела провал: и эта, и последующие постановки встретили хороший прием и у публики, и у критиков. Однако после Первой мировой войны популярность оперы резко пошла на убыль, и в 1960 году советский музыковед Г. Торадзе был вынужден констатировать: «Богема» Леонкавалло сошла со сцены и в настоящее время не ставится даже в Италии». В последние десятилетия, однако, ситуация начала меняться. В частности, в 2005 и 2015 годах опера прозвучала в Москве в Большом зале МГК и Концертном зале имени П. И. Чайковского соответственно.
В 1913 году Леонкавалло создал вторую редакцию оперы под названием «Мими Пенсон». Это название отсылает к одноименной новелле Альфреда де Мюссе, что не является случайностью: в либретто оперы композитор искусно вплетает стихи французского поэта. Премьера «Мими Пенсон» состоялась 14 апреля 1913 года в Палермо.

## Действующие лица
| Партия                         | Голос         | Исполнитель на премьере 6 мая 1897 (дирижёр — Алессандро Поме) |
| ------------------------------ | ------------- | -------------------------------------------------------------- |
| Марсель, художник              | Тенор         | Джованни Бедуски                                               |
| Рудольф, поэт                  | Баритон       | Родольфо Анджелини-Форнари                                     |
| Шонар, музыкант                | Баритон       | Жак Иснардон                                                   |
| Барбемуш, богатый литератор    | Бас           | Джузеппе Фриджотти                                             |
| Коллен, философ                | Бас           | Лучио Аристи                                                   |
| Мюзетта, швея                  | Сопрано       | Элиза Франден                                                  |
| Мими, цветочница               | Сопрано       | Розина Сторкьо                                                 |
| Эуфемия, гладильщица           | Меццо-сопрано | Клелия Каппелли                                                |
| Гауденцио, хозяин кафе «Момус» | Тенор         | Энрико Джордано                                                |

## Известные постановки
- 20 февраля 2015 года, Москва, ГАСК. В главных партиях: Олег Долгов (Марсель), Андрей Батуркин (Рудольф), Людмила Кузнецова (Мюзетта), Анастасия Привознова (Мими). Дирижёр — Валерий Полянский[2].